# Бобровка (Зыряновский район)
Бобровка (каз. Бобровка) — упразднённое село в Зыряновском районе Восточно-Казахстанской области Казахстана. Входило в состав Парыгинского сельского округа. Ликвидировано в 1999 г.

## Население
На карте 1986 г. в селе значатся 14 жителей.